# Kaag (Kaag en Braassem)

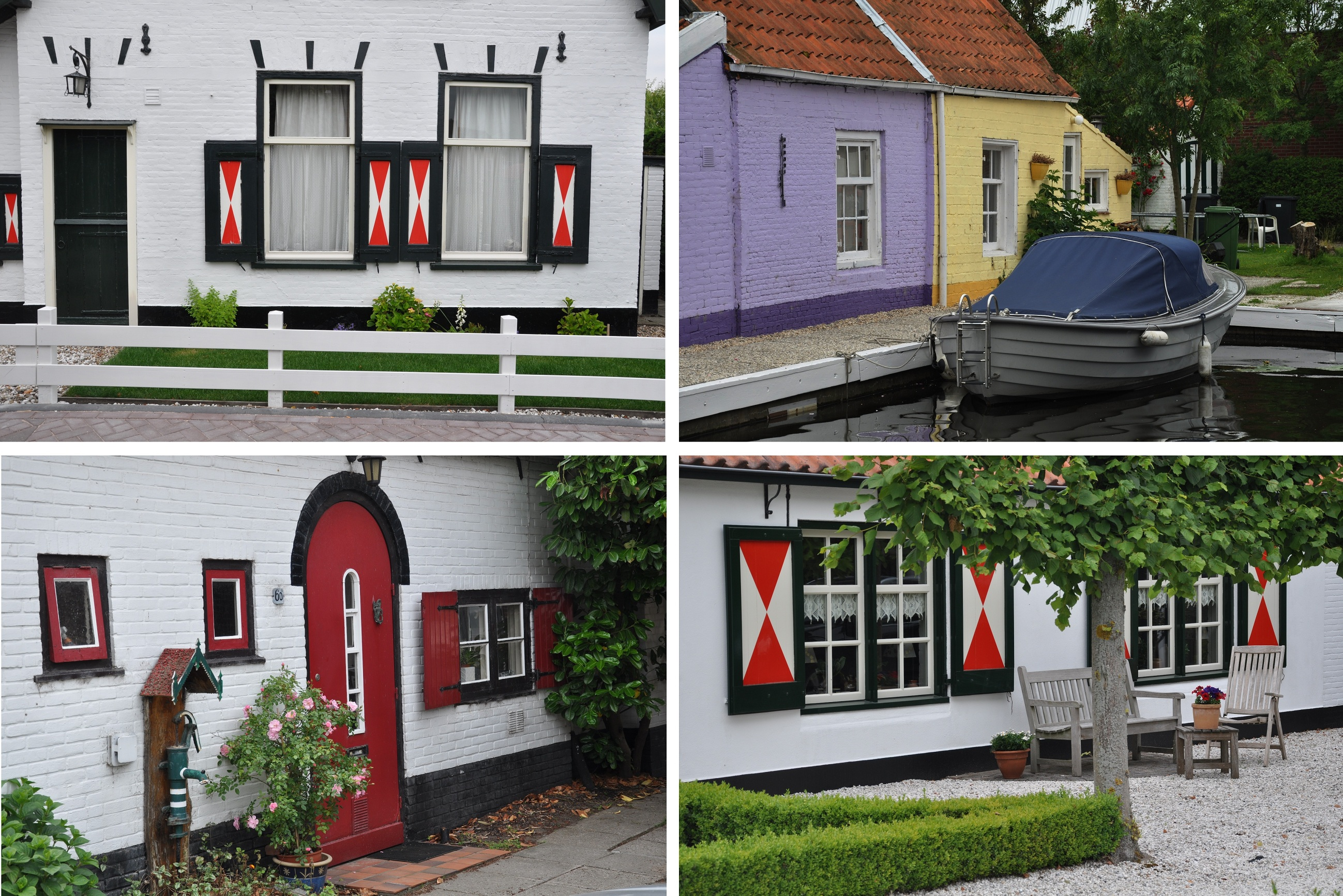
Teilansicht vom Dorf Kaag

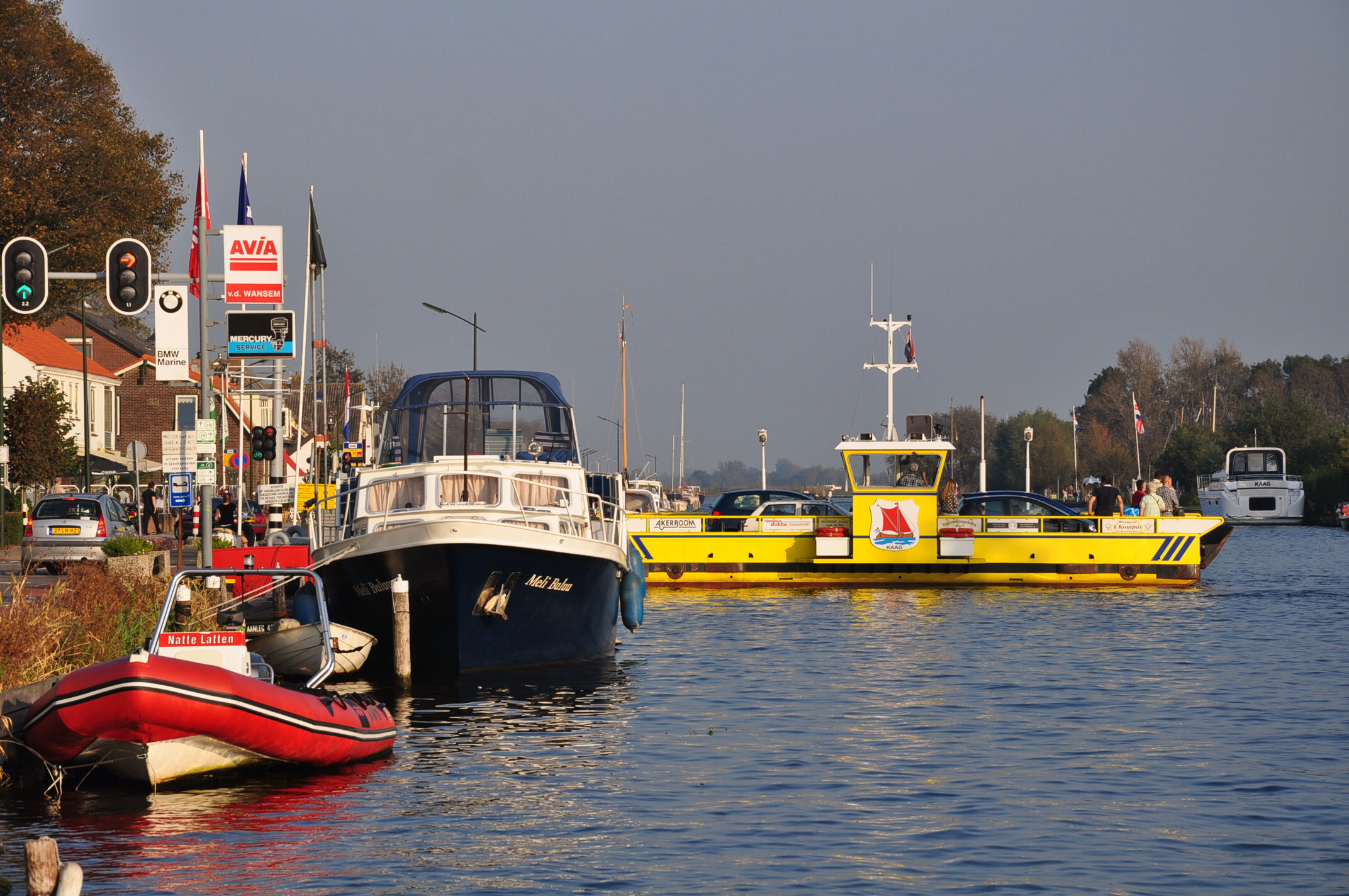
Fähre

Kaag, auch De Kaag, ist ein Ort (Dorf) im Kaagerpolder in der niederländischen Provinz Südholland. Verwaltungsmäßig gehört der Ort zur Gemeinde Kaag en Braassem. Das Dorf liegt etwa 8 km nordöstlich von Leiden auf dem Kaagerpolder im See Kagerplassen, der früher vor der Trockenlegung mit dem Haarlemmermeer direkt verbunden war. Im Jahr 2024 hatte Kaag 400 Einwohner. Die Insel ist nur mit der Fähre von Buitenkaag oder Oud Ade aus zu erreichen.

## Schiffbau
Weltweit bekannt wurde der Name Kaag durch die 1949 dort gegründete Schiffswerft „Feadship“ die seit 2008 zum französischen Luxusmarken-Konzern LVMH Moët Hennessy – Louis Vuitton S.A. gehört. Feadship ist eine der exklusivsten Werften der Welt und stellt Luxus- und Megayachten her. Henry Ford hatte ein Feadship aus Kaag, ebenso Microsoft-Mitgründer Paul Allen, König Khalid von Saudi-Arabien und Apple-Gründer Steve Jobs. Der russische Oligarch Roman Abramowitsch ließ seine Motoryacht Sussurro dort anfertigen.